# Linognathoides schizodactylus
Linognathoides schizodactylus är en insektsart som först beskrevs av Gerwel 1954.  Linognathoides schizodactylus ingår i släktet Linognathoides och familjen ledlöss. Inga underarter finns listade i Catalogue of Life.